# Alfred Wolters
Alfred Wolters (* 28. November 1884 in Köln; † 17. August 1973 in Frankfurt am Main) war ein deutscher Kunsthistoriker.

## Leben
Wolters studierte Kunstgeschichte in München, Heidelberg, Bonn, Würzburg und Halle. In Halle wurde er im Jahr 1911 promoviert. 1912 wurde er erst Assistent und danach Kustos am Liebieghaus in Frankfurt. 1928 übernahm er den Posten als Direktor der Städtischen Galerie. Er arbeitete eng mit Georg Swarzenski zusammen, welcher das Städelsche Kunstinstitut leitete und Generaldirektor der Frankfurter Museumsgesellschaft war.
In seiner Position als Direktor war er für den Erwerb bedeutender Frankfurter Malerei aus dem 19. Jahrhundert für die Städtische Galerie verantwortlich. Auch förderte er den Aufbau des Skulpturengartens im Garten des Städelschen Kunstinstituts. Ende der dreißiger Jahre veranlasste Wolters die Ausstellung der Figurengruppen Beethoven-Denkmal und dem "Ring der Statuen" im Rothschildpark. Diese Werke wurden von dem mit Wolters befreundeten Georg Kolbe erschaffen. Den Bemühungen Wolters war auch die erste Restaurierung der spätmittelalterlichen Wandmalereien von Jerg Ratgeb im Karmeliterkloster zu verdanken.
Während der Zeit des Nationalsozialismus nahm Wolters von den Nationalsozialisten als Entartete Kunst diffamierte Kunstsammlungen in die Obhut des Museums. Auch Werke von Künstlern wie Jakob Nussbaum, welcher 1933 nach Palästina floh, blieben erhalten, da sie in absichtlich falsch beschrifteten Kisten aufbewahrt wurden. 1936 wurde diskutiert, ob Wolters die Leitung des Städels übernehmen sollte. Man entschied sich aber gegen Wolters und für Ernst Holzinger. Nach der Reichspogromnacht flüchteten viele jüdische Bürger und nahmen dabei Teile ihrer Privatbesitzes mit, worunter auch Kunstwerke waren. Um den Schwund an Kunstwerken entgegenzuwirken, beriefen die Finanzämter Sachverständige, um entsprechende Kunstwerke zu beschlagnahmen. Für den Raum Frankfurt wurde Wolters ausgewählt. Zu Kriegsbeginn bemühte sich Wolters Kunstgut aus Privatbesitz in den Museen unterzustellen. Während des Krieges erwarb Wolters weitere Kunstwerke aus privaten Sammlungen, auch aus von der Gestapo beschlagnahmten Besitz jüdischer Bürger.
Nach dem Krieg engagierte er sich weiter für den Erhalt der Wandmalereien und setzte sich vergeblich für den raschen Wiederaufbau der im Krieg von den Nationalsozialisten zerstreuten Sammlung moderner Malerei der Städtischen Galerie ein. 1949 folgte seine Pensionierung. Am 17. August 1973 verstarb Wolters in Frankfurt.
Seine Söhne Christian (1912–1998) und Wolfgang (* 1935) wurden gleichfalls Kunsthistoriker.

## Archivalien
- Informationen über den Nachlass Alfred Wolters im Institut für Stadtgeschichte Frankfurt beim Bundesarchiv - Zentrale Datenbank Nachlässe
- Institut für Stadtgeschichte Frankfurt a. M., Personalakte Alfred Wolters 134 602.